# 赤江 (宮崎市)
赤江（あかえ）とは、宮崎県宮崎市内の地名。正式には「宮崎市大字赤江」の表記となる。本郷地域自治区および赤江地域自治区に属する。郵便番号は880-0912。

## 地理
宮崎市の東部、旧赤江町の東部に位置する。中央部に宮崎空港があり、空港の北側に当たり、赤江地域自治区に属する「飛江田」（とびえだ）地区と、空港の南側に当たり本郷地域自治区に属する「立和口」（たつわぐち）地区に分けられる。大字田吉（北部地区、南部地区）、大字本郷北方、大字本郷南方と接する。

## 歴史
- 1954年 - 大字田吉から大字赤江が成立。
- 2006年 - 地域自治区制度施行。赤江地域自治区が成立。
- 2016年 - 赤江地域自治区の一部をもって本郷地域自治区が成立。

## 世帯数と人口
2023年（令和5年）6月1日現在の世帯数と人口は以下の通りである。
| 町丁         | 世帯数   | 人口   |
| ------------ | -------- | ------ |
| 赤江（赤江） | 2224世帯 | 4074人 |
| 赤江（本郷） | 1530世帯 | 3172人 |

## 小・中学校の学区
市立小・中学校に通う場合、学区は以下の通りとなる。
| 町名               | 小学校             | 中学校               |
| ------------------ | ------------------ | -------------------- |
| 赤江（赤江）の一部 | 宮崎市立赤江小学校 | 宮崎市立赤江中学校   |
| 赤江（赤江）の一部 | 宮崎市立赤江小学校 | 宮崎市立赤江東中学校 |
| 赤江（本郷）       | 宮崎市立国富小学校 | 宮崎市立本郷中学校   |

## 交通

### 航空
宮崎空港が設置されている。

### 鉄道
宮崎空港線が通っており、宮崎空港駅が設置されている。

### バス
宮交グループの運営するバスが営業している。

### 道路
- 一ツ葉道路南線（宮崎県道10号宮崎インター佐土原線）料金所、赤江インターチェンジ
- 宮崎県道52号宮崎空港線
- 宮崎県道374号古城赤江線

## 施設
- 宮崎空港
- 国土交通省九州地方整備局宮崎空港港湾整備事務所
- 国土交通省大阪航空局宮崎空港事務所
- 門司税関細島支署宮崎空港出張所
- 福岡検疫所宮崎空港出張所
- 航空保安協会宮崎第一事務所・宮崎第二事務所
- 宮崎南警察署宮崎空港警備派出所
- 宮崎空港駅
- 航空大学校
- 宮崎高等技術専門校
- 宮崎市衛生処理センター
- 山内川
- 津屋原沼
- 赤江港